# Вирклау, Ферди
Ферди Вирклау (нидерл. Ferdi Vierklau; род. 1 апреля 1973, Билтховен, Утрехт) — нидерландский футболист.

## Биография

### Клубная карьера
Ферди Вирклау начал свою футбольную карьеру в клубе «Утрехт» в 1991 году. Дебют Ферди за «Утрехт» состоялся 14 сентября 1991 года в матче против «Твенте», который завершился со счётом 1:1. Всего в своём первом сезоне Вирклау провёл 5 матчей в чемпионате Нидерландов сезона 1991/1992. За пять сезонов Ферди провёл 117 матчей за «Утрехт» и забил 4 мяча.
В 1996 году Ферди перешёл в клуб «Витесс» из города Арнем. В «Витессе» Ферди провёл всего один сезон, отыграв 30 матчей и забив 1 гол. Летом 1997 года Вирклау отправился в Испанию выступать за клуб «Тенерифе». За два года в Испании Ферди провёл 32 матча и забил один мяч в чемпионате Испании, в зимнее трансферное окно сезона 1998/1999 Ферди перешёл в амстердамский «Аякс». В своём первом сезоне за «Аякс» Ферди провёл 8 матчей и стал обладателем кубка Нидерландов. В 2002 году Ферди стал чемпионом нидерландов и обладателем кубка Нидерландов. После завершения своей профессиональной карьеры футболиста в 2002 году Ферди выступал за любительский клуб «ВВ РУК».

### Карьера в сборной
В национальной сборной Нидерландов Вирклау дебютировал 10 октября 1996 года в матче против сборной Уэльса, который завершился победой нидерландцев со счётом 3:1. Свой второй и последний матч за сборную Ферди провёл 4 июня 1997 года против сборной ЮАР, завершившийся со счётом 0:2 в пользу Нидерландов.

## Статистика

### Матчи Вирклау за сборную Нидерландов
| Матчи Вирклау за сборную Нидерландов | Матчи Вирклау за сборную Нидерландов | Матчи Вирклау за сборную Нидерландов | Матчи Вирклау за сборную Нидерландов | Матчи Вирклау за сборную Нидерландов | Матчи Вирклау за сборную Нидерландов |
| ------------------------------------ | ------------------------------------ | ------------------------------------ | ------------------------------------ | ------------------------------------ | ------------------------------------ |
| №                                    | Дата                                 | Соперник                             | Счёт                                 | Голы Вирклау                         | Соревнование                         |
| 1                                    | 5 октября 1996                       | Уэльс                                | 3:1                                  | —                                    | Чемпионат мира 1998 (отбор)          |
| 2                                    | 4 июня 1997                          | ЮАР                                  | 2:0                                  | —                                    | Товарищеский матч                    |

Итого: 2 матча / 0 голов; 2 победы, 0 ничьих, 0 поражений.

## Достижения
- Обладатель кубка Нидерландов: 1999, 2002
- Чемпион Нидерландов: 2002